# Околе
Око́ле — перевал в Українських Карпатах. Лежить на межі Тячівського та Рахівського районів Закарпатської області.
Висота перевалу — 1193 м над р. м. Розташований між горами Братківською (1788 м), яка належить до масиву Ґорґани, і Татарукою (1711 м), що в масиві Свидовець.
На південний схід від перевалу розташовані витоки річки Чорної Тиси, на захід — долина річки Турбат, струмок Гладин, притоки Брустурянки (яка разом з Мокрянкою дає початок річці Тересві).
Через перевал проходить ґрунтова дорога. Проте вона важкопрохідна, годиться хіба що для гужового транспорту, мотоциклів або автомобілів підвищеної прохідності. Взимку перевал непроїзний.
Через Околе пролягає туристичний маршрут від головного хребта Свидовецького масиву (гори Трояски) до гори Братківської.
Найближчі населені пункти: с. Чорна Тиса (Рахівський район) і с. Лопухів (Тячівський район).

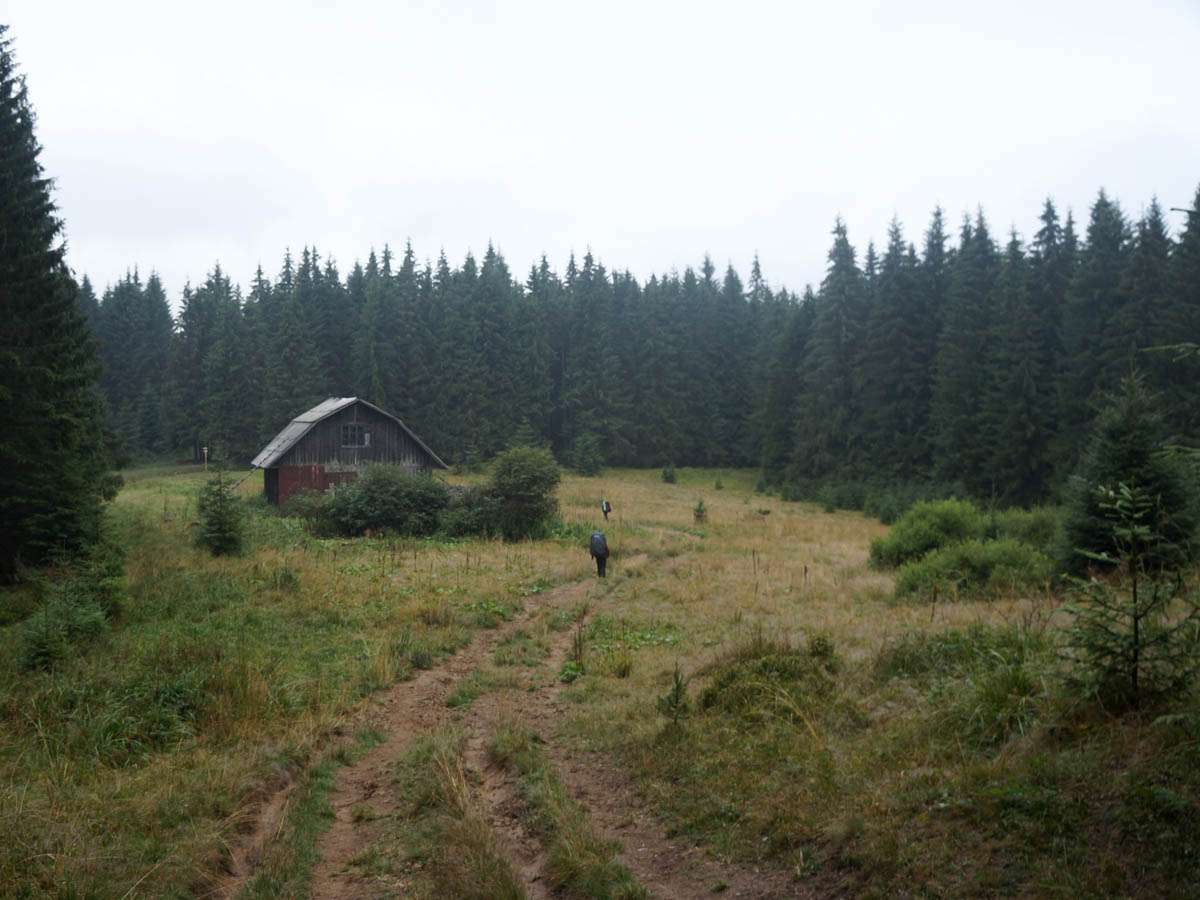
Перевал Околе станом на 2013 рік
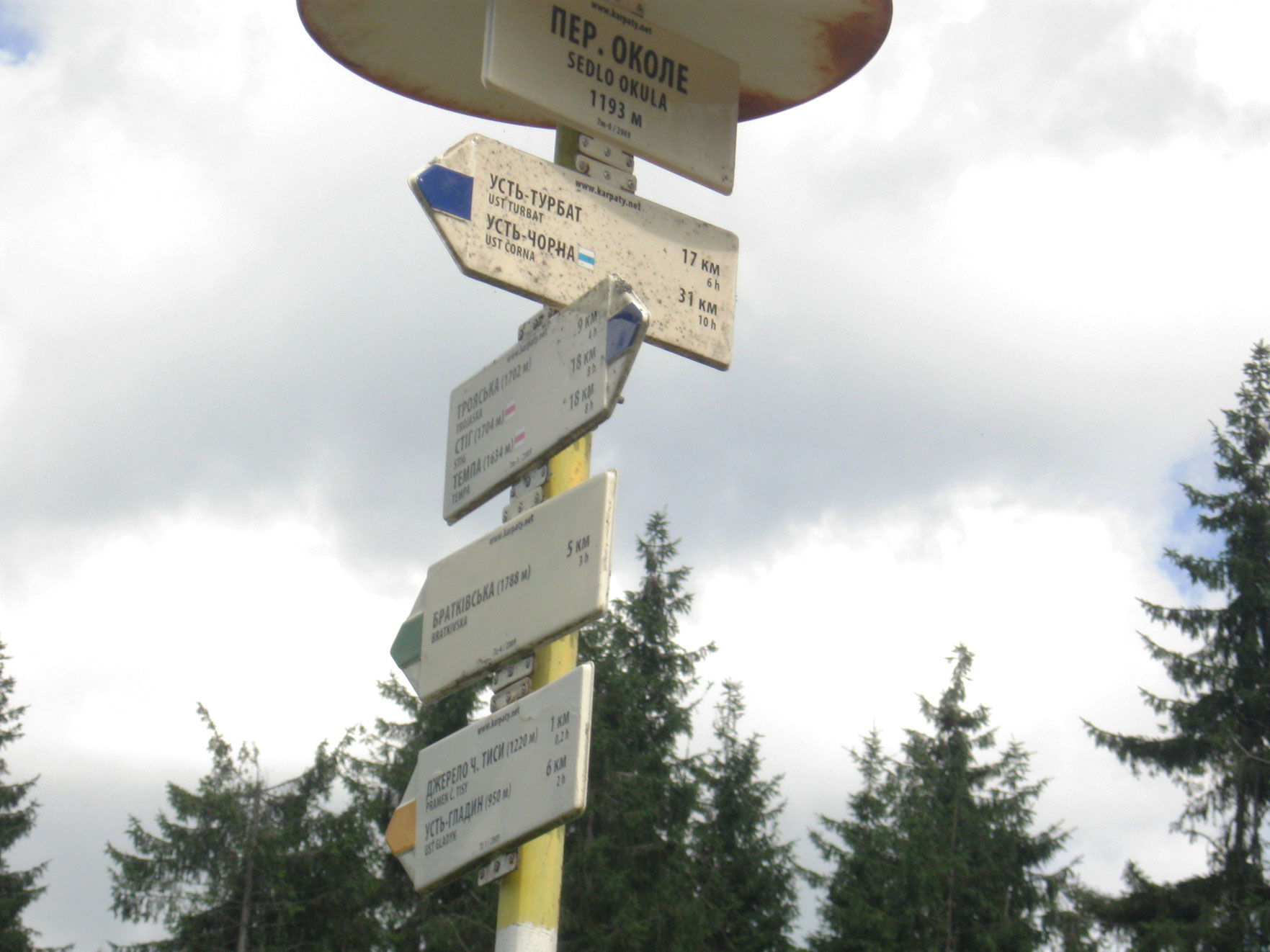
Вказівники туристичних маршрутів на перевалі Околе
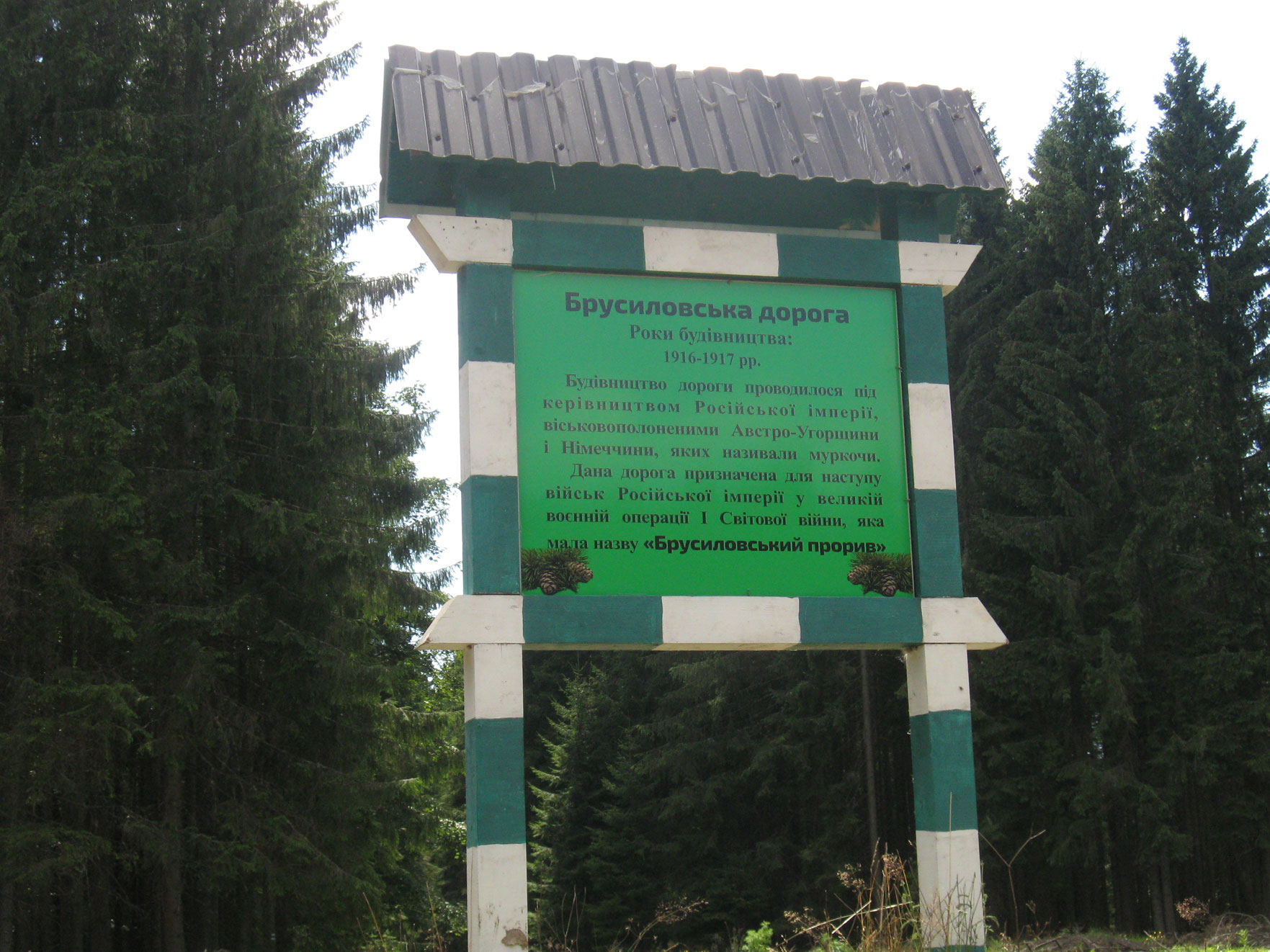
Інформаційний стенд на перевалі Околе
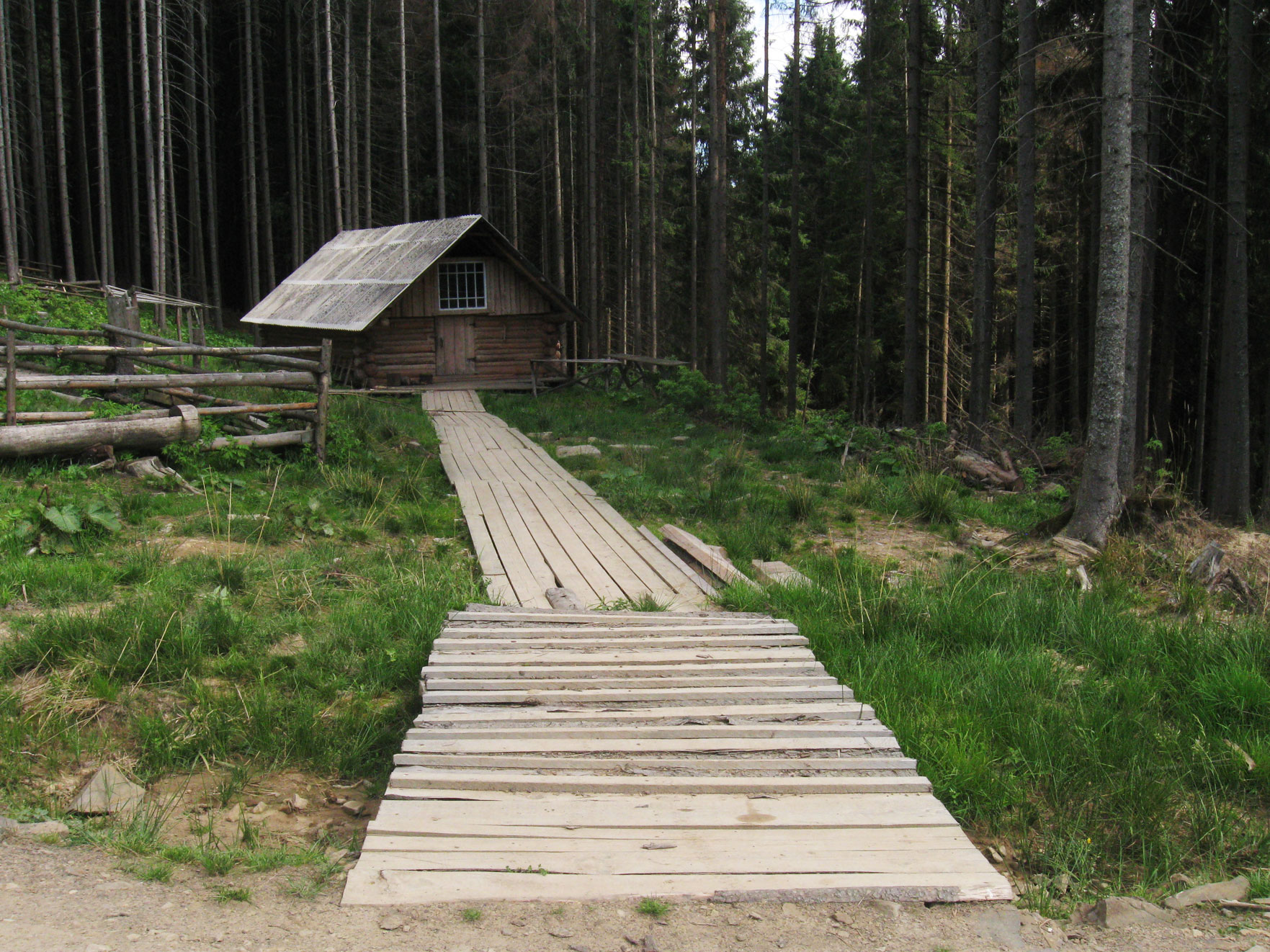
Друга будівля на перевалі Околе
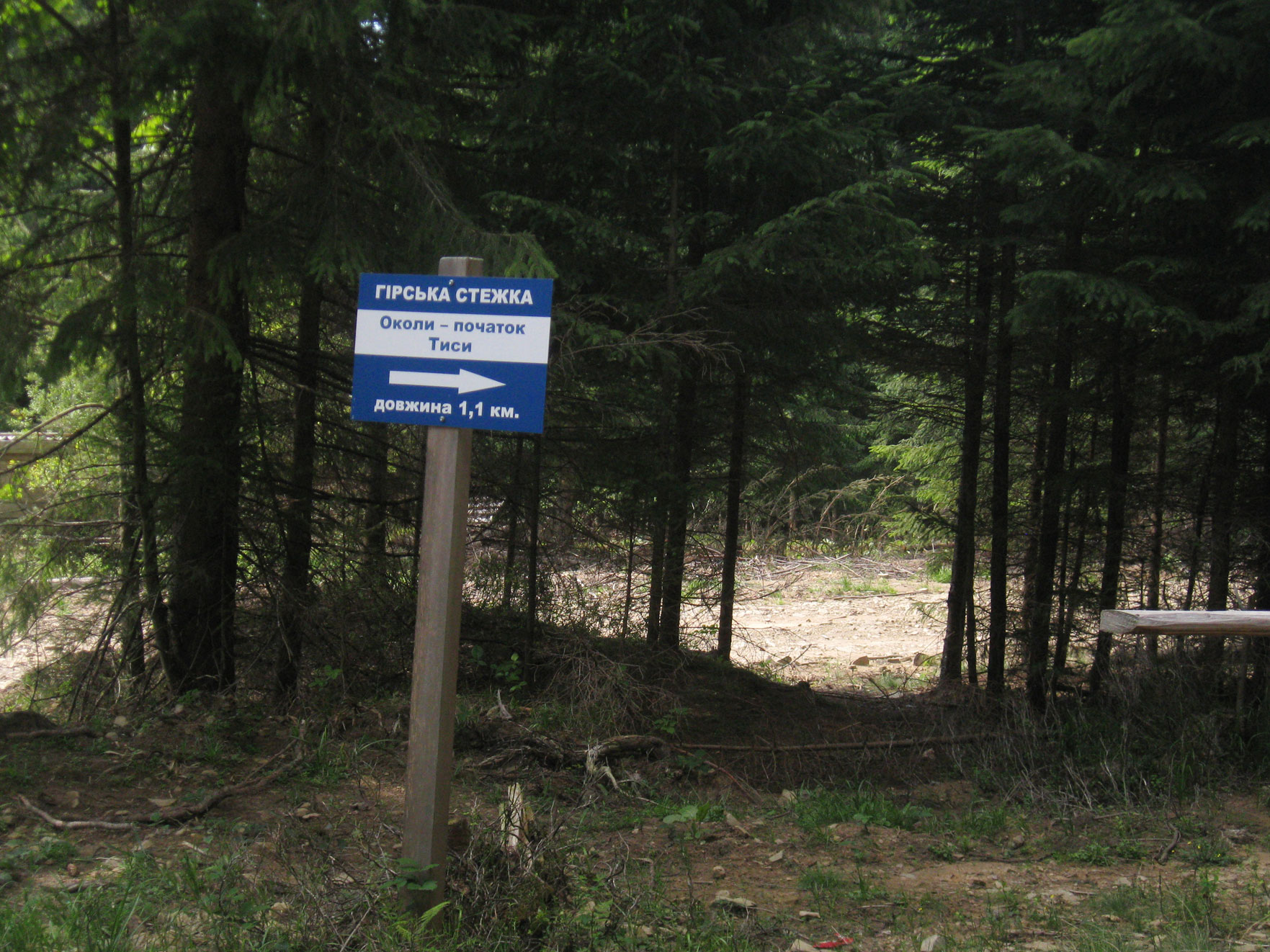
Вказівник початку туристичної стежки з перевалу Околе до витоків Чорної Тиси